# Liberty Motor Company
Liberty Motor Company war ein US-amerikanischer Hersteller von Automobilen.

## Unternehmensgeschichte
Joseph A. Anglada entwarf im Januar 1914 ein kleines Fahrzeug. Daraufhin gründete er das Unternehmen in New York City und begann mit der Produktion von Automobilen. Der Markenname lautete Liberty. Im gleichen Jahr endete die Produktion. Insgesamt entstanden nur wenige Fahrzeuge.
Es gab keine Verbindung zur Liberty Motor Car Company, die wenige Jahre später den gleichen Markennamen verwendete.

## Fahrzeuge
Der Prototyp wurde als Cyclecar bezeichnet, obwohl unklar ist, ob es die Kriterien erfüllte. Ein luftgekühlter V2-Motor trieb über ein Friktionsgetriebe und zwei Rienem die Hinterachse an. Das Fahrgestell hatte 234 cm Radstand und 107 cm Spurweite. Der offene Roadster bot Platz für zwei Personen nebeneinander.
Für die Serienausführung ist ein Vierzylindermotor mit 69,85 mm Bohrung, 101,6 mm Hub, 1557 cm³ Hubraum und 12 PS Leistung überliefert. Das Leergewicht betrug 340 kg. Das Fahrzeug kostete 375 US-Dollar.